# Midprice Top 50
De Midprice Top 50 was een wekelijkse hitlijst van de vijftig bestverkochte albums in het zogenoemde midprice-segment. De lijst werd in 2012 gelanceerd als opvolger van de Backcatalogue Top 50 en werd tot en met maart 2019 gepubliceerd door GfK Dutch Charts.

## Geschiedenis van de lijsten
GfK Dutch Charts startte op 4 januari 2003 met de Backcatalogue Top 50, een lijst met albums die minimaal twee jaar oud waren. Albums vanaf twee jaar oud konden niet meer in de gewone Album Top 100 worden opgenomen. Dit betekende dat het regelmatig voorkwam dat actuele albums die nog in de Album Top 100 genoteerd stonden, na 104 weken (= 2 jaar) radicaal uit de lijst werden gehaald en naar de Backcatalogue Top 50 werden overbracht - terwijl hun verkoopcijfers een hoge plek in de Album Top 100 rechtvaardigden. Dit trof destijds bekende titels als Deleted Scenes from the Cutting Room Floor van Caro Emerald, Come Away With Me van Norah Jones en 19 van Adele.
Desondanks kwam het óók voor dat oudere albums wel degelijk in de gewone Album Top 100 terecht kwamen. Dat kon als de platenmaatschappij daarom verzocht, bijvoorbeeld bij de re-release van een ouder album. Een voorbeeld hiervan is The Dark Side of the Moon van Pink Floyd dat in 2003 met de 30th Anniversary Edition een aantal weken in de Album Top 100 stond genoteerd.
Op 7 juli 2012 werd de Backcatalogue Top 50 opgeheven omdat vanaf dat moment alle albums, oud of nieuw, weer werden opgenomen in de algemene Album Top 100. Daarmee was een aparte lijst voor oudere albums niet meer gerechtvaardigd. Om toch een onderscheid te kunnen maken tussen fullprice actuele albums en midprice oudere albums, werd de Backcatalogue Top 50 opgevolgd door de Midprice Top 50, die plek bood aan albums (oud en nieuw) met een lagere inkoopprijs (de zgn. Published Price to Dealer, de ppd) dan die van fullprice albums. Voor de Midprice Top 50 gold een inkoopprijs van maximaal €8,00 voor fysieke albums (lp's/cd's) en een consumentenprijs van maximaal €6,99 voor digitale albums. Albums die in de Midprice Top 50 stonden konden niet tegelijkertijd in de Album Top 100 staan. Wel was het mogelijk dat albums eerst in de Album Top 100 stonden wanneer ze in het fullprice segment werden verkocht, en later in de Midprice Top 50 als ze naar een lager prijssegment gingen.
De Midprice Top 50 was mix van oude en nieuwe titels. De toenemende populariteit van goedkope, (digitale) ep's bij onder meer hiphop-artiesten was ook merkbaar in de Midprice Top 50, met nummer 1-noteringen voor dergelijke albums voor SFB, Troye Sivan en Mainstreet. Ook was er regelmatig voordelig kinderrepertoire in te vinden, bijvoorbeeld de succesvolle Woezel en Pip-cd's en de albums van Monique Smit.
De Midprice Top 50 werd op 30 maart 2019 opgeheven, samen met nog een aantal andere lijsten die door GfK werden samengesteld. Omdat de regels voor de Album Top 100 niet meteen werden aangepast, konden midprice albums een tijdje niet in die lijst terecht. Dat veranderde vanaf 1 januari 2020 toen veel midprice albums die in de Midprice Top 50 hadden gestaan (zoals Rumours van Fleetwood Mac) na jaren weer terugkwamen in de gewone Album Top 100.
Vanaf 17 april 2010 publiceerde GfK ook nog de Combi-Album Top 100, een lijst waarin alle albums genoteerd stonden, ongeacht leeftijd of prijs, plus de verzamelalbums van diverse artiesten. Deze lijst werd eveneens op 30 maart 2019 opgeheven.

## nummer 1-albums
Tussen 2003 en 2019 stonden 160 albums op 1 in de Backcatalogue/Midprice Top 50.  Veertien daarvan stonden langer dan 15 weken op nummer 1:
- 73 wk: 19 - Adele
- 53 wk: Come Away With Me - Norah Jones
- 43 wk: Frank - Amy Winehouse
- 29 wk: Evolve - Imagine Dragons #
- 24 wk: 2 Kleine Kleutertjes - Monique Smit #
- 24 wk: Greatest Hits - Lenny Kravitz
- 22 wk: Number Ones - Michael Jackson
- 21 wk: Illuminate - Shawn Mendes #
- 20 wk: Back to Black - Amy Winehouse
- 18 wk: Hits - De leukste liedjes van de laatste 5 jaar - Kinderen voor Kinderen #
- 18 wk: Live It Out - Alain Clark
- 18 wk: Parachutes - Coldplay
- 17 wk: Piece by Piece - Katie Melua
- 17 wk: Alle 40 Goed - André Hazes #

Albums met een # stonden op nummer 1 in de Midprice Top 50 (vanaf juli 2012).
Veel albums stonden meer dan één keer op nummer 1. De langste aaneengesloten notering op nummer 1 was 55 weken voor 19, gevolgd door 39 weken voor Frank en 26 voor Evolve.
De nummer 1-albums hieronder staan in alfabetische volgorde. Veel albums stonden meerdere keren op 1; zij worden één keer vermeld. Het aantal weken is het totaal aantal weken van alle nummer 1-noteringen bij elkaar opgeteld. De gegeven datum is de eerste week waarin het album op nummer 1 stond.
| Titel                                                       | Artiest                                                | Datum      | Weken |
| ----------------------------------------------------------- | ------------------------------------------------------ | ---------- | ----- |
| 18 Hits                                                     | Abba                                                   | 3-5-2014   | 7     |
| 18 Singles                                                  | U2                                                     | 11-4-2009  | 1     |
| 19                                                          | Adele                                                  | 20-2-2010  | 73    |
| 2 Kleine kleutertjes                                        | Monique Smit                                           | 22-11-2014 | 24    |
| 5 Jaar - Hun grootste hits!                                 | K3                                                     | 30-6-2007  | 1     |
| A                                                           | Agnetha Fältskog                                       | 8-8-2015   | 1     |
| Abba/Arrival (2 Original albums)                            | Abba                                                   | 22-3-2014  | 2     |
| Alle 40 Goed                                                | André Hazes                                            | 17-11-2012 | 17    |
| Armen Open                                                  | Guus Meeuwis                                           | 6-10-2012  | 2     |
| Arvo Pärt: Für Anna Maria                                   | Jeroen van Veen                                        | 30-8-2014  | 5     |
| As Long As You Want This                                    | Kane                                                   | 4-6-2005   | 1     |
| Back to Black                                               | Amy Winehouse                                          | 10-1-2009  | 20    |
| Bloed, Zweet en Tranen                                      | Soundtrack (Martijn Fischer/André Hazes)               | 23-1-2016  | 1     |
| Born To Die                                                 | Lana del Rey                                           | 3-11-2012  | 1     |
| Call Off the Search                                         | Katie Melua                                            | 20-5-2006  | 8     |
| Cheese                                                      | Stromae                                                | 11-1-2014  | 5     |
| Christmas                                                   | Frank Sinatra                                          | 14-12-2013 | 3     |
| Christmas, The Birth of Love                                | Gerard Joling                                          | 20-12-2014 | 1     |
| Collection                                                  | Tracy Chapman                                          | 29-11-2003 | 1     |
| Come Away With Me                                           | Norah Jones                                            | 24-4-2004  | 53    |
| Common Linnets                                              | Common Linnets                                         | 3-10-2015  | 3     |
| Coolste Hits 5                                              | Diego                                                  | 15-11-2014 | 1     |
| De Grootste Vakantiehits                                    | Kinderen voor Kinderen                                 | 2-5-2015   | 4     |
| Die 20 Grossen Erfolge                                      | Reinhard Mey                                           | 8-7-2006   | 2     |
| Durf Te Dromen                                              | Frans Bauer                                            | 24-1-2004  | 1     |
| Elv1s 30 #1 Hits                                            | Elvis Presley                                          | 25-6-2005  | 7     |
| Eyes Open                                                   | Snow Patrol                                            | 6-6-2009   | 2     |
| For Bitter or Worse                                         | Anouk                                                  | 7-4-2012   | 3     |
| Frank                                                       | Amy Winehouse                                          | 23-6-2007  | 43    |
| Gelukkig Kerstfeest                                         | Jannes                                                 | 7-12-2013  | 1     |
| Grace                                                       | Jeff Buckley                                           | 23-5-2009  | 2     |
| Greatest Hits                                               | Bruce Springsteen                                      | 10-5-2003  | 5     |
| Greatest Hits                                               | Creedence Clearwater Revival                           | 6-6-2015   | 2     |
| Greatest Hits                                               | Guns n' Roses                                          | 19-8-2006  | 2     |
| Greatest Hits                                               | Lenny Kravitz                                          | 20-3-2004  | 24    |
| Greatest Hits                                               | Simply Red                                             | 15-5-2004  | 2     |
| Here I Am 1998-2003                                         | Ilse DeLange                                           | 18-11-2006 | 10    |
| Het Allerbeste van Charles Aznavour                         | Charles Aznavour                                       | 26-12-2015 | 1     |
| Het Allerbeste van Robert Long                              | Robert Long                                            | 6-1-2007   | 1     |
| Het Beste van Boudewijn de Groot                            | Boudewijn de Groot                                     | 14-5-2005  | 2     |
| Het Beste van Guus Meeuwis                                  | Guus Meeuwis                                           | 7-7-2012   | 10    |
| Het Beste van K3                                            | K3                                                     | 10-10-2015 | 5     |
| Het Complete Hitoverzicht                                   | André Hazes                                            | 20-12-2008 | 2     |
| Het Eind van het Begin - Singles & Ballads                  | BLØF                                                   | 3-2-2007   | 5     |
| Het Mooiste van Ramses Shaffy                               | Ramses Shaffy                                          | 12-12-2009 | 6     |
| Hier - Het beste van 20 jaar BLØF                           | BLØF                                                   | 17-8-2013  | 9     |
| ...Hits                                                     | Phil Collins                                           | 25-1-2003  | 10    |
| Hits - De Leukste Liedjes van de Laatste 5 Jaar             | Kinderen voor Kinderen                                 | 4-5-2013   | 18    |
| Hopes and Fears                                             | Keane                                                  | 17-6-2006  | 12    |
| Hotel New York                                              | Anouk                                                  | 20-1-2007  | 2     |
| I've Been Expecting You                                     | Robbie Williams                                        | 26-7-2003  | 11    |
| Icon                                                        | Neil Diamond                                           | 8-3-2014   | 2     |
| Icon                                                        | Ramses Shaffy                                          | 26-10-2013 | 3     |
| Into The Wild (Soundtrack)                                  | Eddie Vedder                                           | 1-5-2010   | 7     |
| J.S. Bach: Concertos for Recorder                           | Erik Bosgraaf & Ensemble Cordevento                    | 31-8-2013  | 3     |
| Jake Bugg                                                   | Jake Bugg                                              | 15-2-2014  | 1     |
| Jansmit.com                                                 | Jan Smit                                               | 7-7-2007   | 14    |
| Jersey Boys                                                 | Musical Soundtrack                                     | 28-9-2013  | 1     |
| King of Pop - The Dutch Collection                          | Michael Jackson                                        | 2-10-2010  | 5     |
| Komm Tanz Mit Mir                                           | Amigos                                                 | 16-8-2014  | 1     |
| Life Thru A Lens                                            | Robbie Williams                                        | 19-7-2003  | 1     |
| Liquid Spirit                                               | Gregory Porter                                         | 17-10-2015 | 2     |
| Live It Out                                                 | Alain Clark                                            | 8-5-2010   | 18    |
| Loose Fit                                                   | Ruben Hein                                             | 6-7-2013   | 1     |
| Mamma Mia! (Ned. versie)                                    | Musical Soundtrack                                     | 17-4-2010  | 1     |
| Merry Christmas                                             | Mariah Carey                                           | 4-1-2003   | 1     |
| Mijn Levenslied - De Grootste Hits uit de Afgelopen 30 Jaar | Danny de Munk                                          | 23-3-2013  | 1     |
| Mind, Body & Soul                                           | Joss Stone                                             | 28-4-2007  | 1     |
| Mooi! Weer Een CD!                                          | Paul de Leeuw                                          | 6-12-2008  | 2     |
| Music                                                       | Madonna                                                | 28-6-2003  | 1     |
| My Name Is Bond - 50th Anniversary Edition                  | Global Stage Orchestra                                 | 9-3-2013   | 2     |
| My Way - The Best of Frank Sinatra                          | Frank Sinatra                                          | 9-12-2006  | 2     |
| Mylo Xyloto                                                 | Coldplay                                               | 8-9-2012   | 3     |
| Naar huis                                                   | Acda & de Munnik                                       | 5-4-2003   | 1     |
| Nevermind                                                   | Nirvana                                                | 15-1-2005  | 4     |
| No Angel                                                    | Dido                                                   | 11-10-2003 | 14    |
| Nothing But the Beat                                        | David Guetta                                           | 19-4-2014  | 1     |
| Number Ones                                                 | Michael Jackson                                        | 11-7-2009  | 22    |
| On and On                                                   | Jack Johnson                                           | 28-5-2005  | 3     |
| On How Life Is                                              | Macy Gray                                              | 14-6-2003  | 1     |
| Onderweg                                                    | Marco Borsato                                          | 3-3-2007   | 1     |
| Only By the Night                                           | Kings of Leon                                          | 23-10-2010 | 4     |
| Our Version of Events                                       | Emeli Sandé                                            | 4-1-2014   | 2     |
| Pablo Honey                                                 | Radiohead                                              | 16-4-2005  | 1     |
| Parachutes                                                  | Coldplay                                               | 12-4-2003  | 18    |
| Philharmonics                                               | Agnes Obel                                             | 8-2-2014   | 1     |
| Piece by Piece                                              | Katie Melua                                            | 13-10-2007 | 17    |
| #Play                                                       | Mainstreet                                             | 9-5-2015   | 1     |
| Racine Carrée                                               | Stromae                                                | 26-9-2015  | 1     |
| Reset The Levels 2 - Boulevard                              | SFB                                                    | 30-1-2016  | 2     |
| Sigh No More                                                | Mumford & Sons                                         | 2-6-2012   | 10    |
| Simeon ten Holt: Canto Ostinato                             | Irene Russo, Fred Oldenburg, Sandra & Jeroen van Veen  | 11-10-2014 | 5     |
| Sinterklaasliedjes                                          | Woezel & Pip                                           | 23-11-2013 | 1     |
| Smoke and Mirrors                                           | Imagine Dragons                                        | 13-2-2016  | 1     |
| Songs in the Key of Life                                    | Stevie Wonder                                          | 19-7-2014  | 1     |
| Swing When You're Winning                                   | Robbie Williams                                        | 19-2-2005  | 2     |
| Taking The Long Way                                         | Dixie Chicks                                           | 21-2-2009  | 1     |
| The Best of 1980-1990                                       | U2                                                     | 16-7-2005  | 3     |
| The Best of REM - In Time 1988-2003                         | REM                                                    | 21-10-2006 | 1     |
| The Best of The Doors                                       | The Doors                                              | 3-5-2003   | 1     |
| The Dutch Collection                                        | Julio Iglesias                                         | 14-7-2012  | 1     |
| The Immaculate Collection                                   | Madonna                                                | 11-1-2003  | 2     |
| The Journey - The Very Best of Donna Summer                 | Donna Summer                                           | 26-5-2012  | 1     |
| The Köln Concert                                            | Keith Jarrett                                          | 4-2-2012   | 1     |
| The Real Bob Dylan - The Ultimate Collection                | Bob Dylan                                              | 9-2-2013   | 4     |
| The Ultimate Collection                                     | Nana Mouskouri                                         | 7-2-2015   | 1     |
| The Ultimate Collection                                     | Whitney Houston                                        | 25-2-2012  | 9     |
| The Ultimate Collection 1968-2003                           | Joe Cocker                                             | 20-6-2015  | 2     |
| The Very Best of the Everly Brothers                        | Everly Brothers                                        | 7-3-2015   | 2     |
| The Very Best of J.J. Cale                                  | J.J. Cale                                              | 3-8-2013   | 1     |
| The Very Best of Simply Red                                 | Simply Red                                             | 7-1-2006   | 3     |
| This Is My Voice                                            | Glennis Grace                                          | 22-2-2014  | 1     |
| Thriller (album)                                            | Michael Jackson                                        | 20-12-2003 | 10    |
| Throwing Copper                                             | Live                                                   | 14-6-2014  | 1     |
| Tien Jaar - Levensecht                                      | Guus Meeuwis                                           | 16-5-2009  | 9     |
| To Be Loved                                                 | Michael Bublé                                          | 16-5-2015  | 1     |
| True                                                        | Avicii                                                 | 26-7-2014  | 5     |
| Truly - The Lovesongs                                       | Lionel Richie                                          | 5-4-2014   | 2     |
| TRXYE                                                       | Troye Sivan                                            | 23-8-2014  | 1     |
| Umoja                                                       | BLØF                                                   | 8-11-2008  | 1     |
| Vivaldi: The Four Seasons                                   | Janine Jansen                                          | 2-5-2009   | 3     |
| Voor Jou                                                    | Frans Bauer                                            | 6-12-2003  | 2     |
| Vroeger of Later                                            | Robert Long                                            | 30-12-2006 | 1     |
| Watermakers                                                 | BLØF                                                   | 21-6-2003  | 3     |
| Watertown                                                   | Frank Sinatra                                          | 9-1-2016   | 2     |
| Wild                                                        | Troye Sivan                                            | 12-9-2015  | 1     |
| Montevallo                                                  | Sam Hunt                                               | 19-3-2016  | 2     |
| Kisses (EP)                                                 | TP4Y                                                   | 2-4-2016   | 1     |
| Ultimate                                                    | Prince                                                 | 23-4-2016  | 1     |
| The very best of Prince                                     | Prince                                                 | 30-4-2016  | 2     |
| Live in Paradiso                                            | Nick & Simon                                           | 14-5-2016  | 5     |
| Johannesburg                                                | Mumford & Sons, Baaba Maal, The Very Best & Beatenberg | 25-6-2016  | 1     |
| Ghost Stories                                               | Coldplay                                               | 2-7-2016   | 1     |
| ?                                                           | XXXTentacion                                           | 10-11-2018 | 9     |
| +                                                           | Ed Sheeran                                             | 4-3-2017   | 4     |
| 2 Kleine kleutertjes 2                                      | Monique Smit                                           | 3-12-2016  | 4     |
| 4                                                           | Beyoncé                                                | 23-7-2016  | 1     |
| Again                                                       | Miss Montreal                                          | 4-11-2017  | 1     |
| Beauty behind the madness                                   | The Weeknd                                             | 22-10-2016 | 3     |
| Believe                                                     | Justin Bieber                                          | 15-10-2016 | 1     |
| Christmas                                                   | Michael Bublé                                          | 9-12-2017  | 9     |
| Curtain call - The hits                                     | Eminem                                                 | 17-9-2016  | 2     |
| DAMN.                                                       | Kendrick Lamar                                         | 24-2-2018  | 2     |
| Evolve                                                      | Imagine Dragons                                        | 7-4-2018   | 29    |
| Gold - Greatest hits                                        | Abba                                                   | 20-8-2016  | 1     |
| Gouden plaat                                                | Jairzinho                                              | 8-4-2017   | 3     |
| Hybrid theory                                               | Linkin Park                                            | 29-7-2017  | 2     |
| Illuminate                                                  | Shawn Mendes                                           | 21-1-2017  | 21    |
| In the lonely hour                                          | Sam Smith                                              | 11-11-2017 | 1     |
| Kaleidoscope                                                | Coldplay                                               | 22-7-2017  | 4     |
| Ladies and gentlemen - The very best of George Michael      | George Michael                                         | 31-12-2016 | 2     |
| Leef                                                        | André Hazes (jr.)                                      | 14-1-2017  | 4     |
| Lobi da basi                                                | Typhoon                                                | 9-4-2016   | 1     |
| Los                                                         | B-Brave                                                | 13-8-2016  | 1     |
| Shawn Mendes                                                | Shawn Mendes                                           | 23-2-2019  | 5     |
| Stoney                                                      | Post Malone                                            | 7-10-2017  | 14    |
| Sweetener                                                   | Ariana Grande                                          | 16-2-2019  | 1     |
| That's Christmas to me                                      | Pentatonix                                             | 17-12-2016 | 1     |
| The essential Leonard Cohen                                 | Leonard Cohen                                          | 19-11-2016 | 4     |
| Views                                                       | Drake                                                  | 11-2-2017  | 4     |